# 1729 (liczba)
1729 (tysiąc siedemset dwadzieścia dziewięć) – liczba naturalna następująca po 1728 i poprzedzająca 1730.

## W matematyce
- 1729 jest najmniejszą liczbą taksówkową[1]
- 1729 jest liczbą Harshada[2]
- 1729 jest trzecią liczbą Carmichaela[3]
- 1729 jest liczbą Protha[4]
- 1729 jest liczbą Zeisela[5]
- 1729 jest liczbą sfeniczną[6]
- 1729 jest liczbą bezkwadratową[7]
- 1729 jest jedną z czterech liczb, które po dodaniu do siebie cyfr je tworzących (1 + 7 + 2 + 9 = 19), a następnie przemnożeniu otrzymanego wyniku przez jego odwrotność są sobie równe (19 × 91 = 1729)[8]
- 1729 jest palindromem liczbowym, czyli może być czytana w obu kierunkach, w pozycyjnym systemie liczbowym o bazie 12 (1001) oraz bazie 36 (1C1)
- 1729 należy do czternastu trójek pitagorejskich (665, 1596, 1729), (672, 1729, 1855), (1729, 1140, 2071), (1729, 2028, 2665), (1729, 3960, 4321), (1729, 5928, 6175), (1729, 8760, 8929), (1729, 11172, 11305), (1729, 16380, 16471), (1729, 30480, 30529), (1729, 78660, 78679), (1729, 114972, 114985), (1729, 213528, 213535), (1729, 1494720, 1494721).

## W nauce
- galaktyka NGC 1729
- planetoida (1729) Beryl

## W kalendarzu
Zobacz też co wydarzyło się w roku 1729, oraz w roku 1729 p.n.e.

## Liczba Hardy’ego-Ramanujana

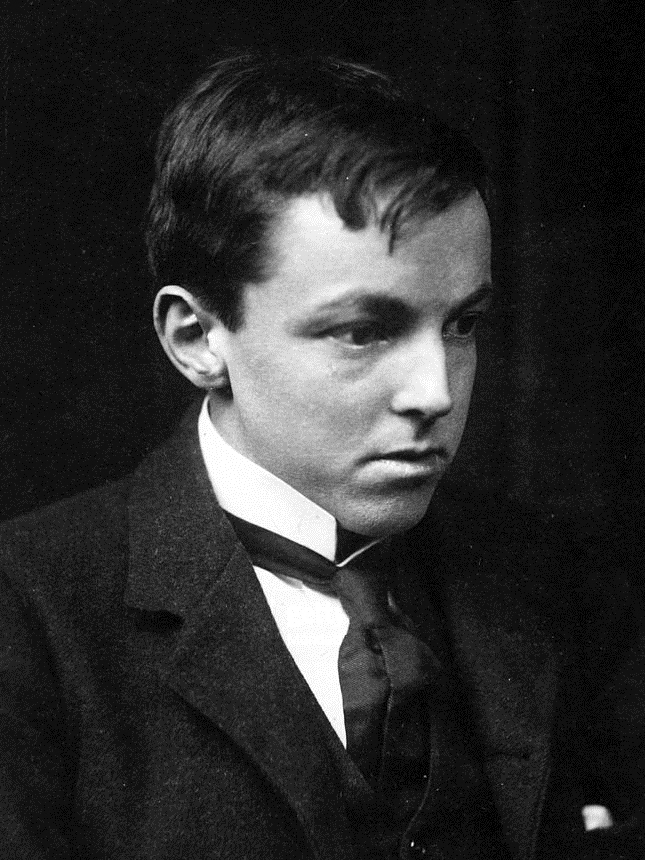
Godfrey Harold Hardy

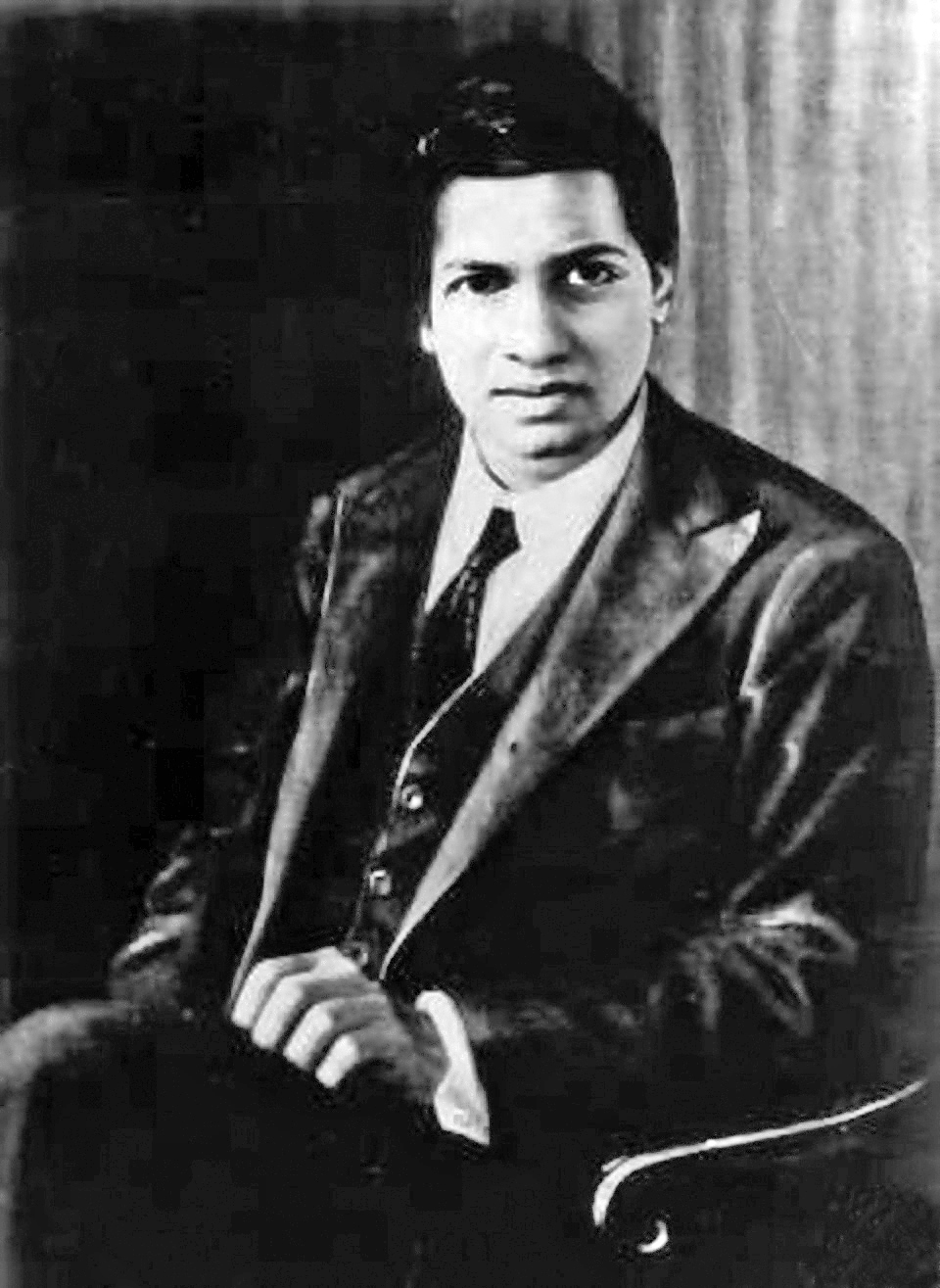
Srinivasa Ramanujan

Kiedy angielski matematyk Godfrey Hardy odwiedził chorego hinduskiego matematyka Srinivasa Ramanujana, zauważył, że taksówka, którą do niego jechał miała raczej nieciekawy numer boczny 1729. Ramanujan odpowiedział, że wręcz przeciwnie liczba 1729 jest bardzo ciekawą liczbą, ponieważ jest najmniejszą liczbą, którą można wyrazić sumą dwóch sześcianów na dwa różne sposoby (12³ + 1³ = 10³ + 9³ = 1729). W związku z tym zdarzeniem liczba ta, oraz pozostałe liczby spełniające tę własność noszą nazwę liczb Hardy’ego-Ramanujana lub liczb taksówkowych. Własność ta wcześniej została zauważona przez francuskiego matematyka Bernarda Frénicle w 1729 w odpowiedzi na wyzwanie Eulera.